# Petteri Koponen
Petteri Koponen (Helsinki, 13. travnja 1988.) finski je profesionalni košarkaš. Igra na poziciji razigravača, a trenutačno je član talijanske Virtus Bologne.

## Karijera
U redove jednog od najboljih finskih klubova Espoo Honke, prešao je iz malenog Malmi Super-Korisa. Pod vodstvom trenera Mihailo Pavičevića ubrzo je postao ključim igračem u osvajanju Honkinog naslova finskog prvaka 2006./07. Tijekom te sezone prosječno je postizao 12.4 poena, 2.4 skoka i 3.7 asistencija po susretu. Iako se čini da je broj asistencija vrlo mali, razlog tome je što u Finskoj vrijede drugačija pravila nego u ostatku Europe.
U listopadu 2007. sudjelovao je u specijalnom programu sportaša u vojnoj službi "Lahti Military Academy", zajedno s finskim tenisačem Jarkko Nieminenom. Sezonu 2007./08. započeo je "usporeno", međutim u studenome je pronašao pravi ritam i prosječno postizao 21.4 poena, 3.9 skokova, 4.1 asistenciju i 2.1 ukradenu loptu, uz 55.6% šuta za dva poena, 45.8% za tricu i 81.0% s linije slobodnih bacanja. 
Sudjelovao je Nike Hoop Summitu 2007., smatran jednim od najboljih igrača na natjecanju. Zabilježio je 7 poena i 6 asistencija, sa samo jednom izgubljenom loptom, igrajući protiv budućih NBA igrača Derricka Rosea i O. J. Mayoa. 
28. lipnja 2007. izabran je u 1. krugu (30. ukupno) NBA drafta 2007. od strane Philadelphia 76ersa. Philadelphia je zamijenila Koponena u Portland Trail Blazerse za 42. picka Derricka Byarsa i novčanu naknadu. Sudjelovao je Ljetnoj ligi u Las Vegasu 2007., a najbolju utakmicu odigrao je protiv Washington Wizards kada je zabio 19 poena, gađajući trice 4-6. Danas je član talijanske Virtus Bologne.

## Vanjske poveznice
- Draft Profil na NBA.com
- Profil  Arhivirana inačica izvorne stranice od 13. ožujka 2009. (Wayback Machine) na Draftexpress.com